# 魯伊斯山
46°59′30″N 12°43′33″E / 46.991741°N 12.725837°E
魯伊斯山（德語：Ruiskopf），是奧地利的山峰，位於該國南部，處於克恩頓州和蒂羅爾州接壤的邊界，屬於舍貝爾山脈的一部分，海拔高度3,090米，每年平均降雨量2,138毫米，人類在1910年首次登頂。